# Bois de Finges
Le bois de Finges (en allemand : Pfynwald) est l'une des plus grandes pinède d'Europe centrale, située en Suisse.

## Toponymie
Le nom du bois de Finges a pris plusieurs formes : en 1321 « Fingis », en 1376 « Fynio ». Il existe trois hypothèses sur son origine : comme Finhaut, le mot viendrait de « fenile », « fenil » ; il est peut-être dérivé du nom de famille « Fidius ». La troisième hypothèse, tirée de « Finges de finicos », « les gens de la frontière », semble la plus probable car sa forme allemande, « Pfyn », anciennement « Fin », du latin « Unis », « la frontière, les confins », se rapproche de Pfyn, dans le canton de Thurgovie, celle-ci apparaissant dans l’Itinéraire d'Antonin en tant que « Fines », et dont la situation correspondait à la « frontière » de la Gaule.

## Situation
Elle est située dans les Alpes suisses, dans la vallée du Rhône du canton du Valais, à cheval sur les districts de Sierre et Loèche. Traditionnellement, elle marque la frontière entre les parties francophone et germanophone du Valais ; elle appartient ainsi à la « barrière des Rösti ». Elle a donné son nom au hameau de Finges (Pfyn en allemand) sur la commune de Loèche, dont les premières constructions établies remontent aux alentours de l'an 1000.

## Réserve naturelle
La forêt est une réserve naturelle d'importance nationale. La richesse exceptionnelle des espèces qu'elle abrite est due au climat chaud et sec du Valais central ainsi qu'à d'autres processus dynamiques qui influencent la nature comme des laves torrentielles, des glissements de terrain et des inondations des derniers tronçons sauvages du Rhône.
Les associations de protection de l'environnement maintiennent ce morceau de nature. Un sentier naturel mène aux endroits les plus intéressants de la zone protégée et fournit des informations sur la faune et la flore, ainsi que sur leurs mesures de protection.
Le Centre Nature et Paysage est installé à Salquenen ; il abrite un espace d'accueil et d'information, un lieu d'expositions ainsi qu'une bibliothèque spécialisée.

## Voies de communication
La forêt est traversée par la construction actuelle de l'autoroute A9. Elle sera largement souterraine pour protéger ce lieu sensible.
Quant au canal de Rhonewerke AG traversant la forêt, il rencontre de vives critiques de la population locale, des marcheurs et des écologistes, car ses murs en béton lisse et abrupt présentent un danger pour les humains et les animaux.

## Histoire
Dans le passé, la région était redoutée, les voleurs sévissaient dans ces bois. Ainsi, commerçants et voyageurs préféraient emprunter le chemin plus long qui traversait Salquenen et Varonne sur la rive droite du Rhône, plutôt que de franchir la forêt sur la rive gauche. La forêt se situe sur une importante route commerciale qui reliait les marchés au nord du Simplon avec Milan.
La forêt est le cadre de la bataille de Finges, durant la nuit du 27 mai 1799, opposant les forces rebelles du Haut-Valais aux troupes françaises. Cette bataille constitue l'aboutissement malheureux d'un long processus commencé lorsque les Français, désirant étendre leur influence sur le Valais en raison de sa situation géopolitique stratégique, libèrent les Bas-Valaisans du joug des Hauts-Valaisans. Le Monument de Finges (en forme d'obélisque) commémore aujourd’hui encore cet affrontement.